# Al-Achraf Qânsûh II Al-Ghûrî
Pour les articles homonymes, voir Achraf.
Al-Achraf Qânsûh II Al-Ghûrî, (1446-1516) de la dynastie burjite est l’avant-dernier des grands sultans mamelouks ayant régné de 1501 à 1516 sur l'empire d'Islam composé de l'Égypte, de la Syrie et de la péninsule Arabique.
Amoureux de l'architecture et des Beaux-Arts, il meurt à l’âge de 75 ans après la bataille de Marj Dabiq au nord de la ville d'Alep (1516), alors qu'il guerroyait contre le sultan ottoman Sélim Ier, un an avant la destruction de l'empire mamelouk par les Ottomans.

## Biographie
Al-Adil Tuman Bay ancien chancelier de Qait Bay et gouverneur de Syrie a renversé An-Nâsir Muhammad le fils de Qaitbay en 1498 puis Al-Achraf Janbalat renversé six mois après son accession au pouvoir en 1501. Tuman Bay est renversé cent jours après, les émirs qui le déposent ont quelques difficultés à trouver un candidat pour sa succession. Finalement après avoir hésité, Qânsûh Al-Ghûrî accepte le trône en avril 1501.
Qânsûh Al-Ghûrî a déjà soixante ans au moment de son accession au trône est un homme expérimenté. Il commence son règne en exigeant un versement anticipé de dix mois des impôts car les caisses de l’État sont vides et les Mamelouks réclament le cadeau de début de règne que versent les nouveaux promus au trône de sultan. Qânsûh Al-Ghûrî se garde de verser tout l’argent demandé par les Mamelouks, il se sert des sommes collectées pour la restauration des forteresses d’Alexandrie et de Rosette. Il fait aussi restaurer la forteresse de Damas. Le Caire retrouve son lustre. Ces dépenses sont la source du mécontentement de la population opprimée par les impôts. Il retrouve sa popularité en rétablissant la coutume de la procession du palanquin (mahmal) abandonnée par ses prédécesseurs.
Qânsûh Al-Ghûrî achète de nombreux esclaves pour se constituer une armée toute à sa dévotion et échapper ainsi à l’influence des autres émirs. L’armée se trouve ainsi renforcée même si elle avait perdu la supériorité qui avait fait la force des Mamelouks. Mais Qânsûh Al-Ghûrî n’a pas su la moderniser. Il reste attaché aux lances et à la cavalerie alors que les Ottomans dans le même temps développent l’artillerie. Les ambassadeurs ottomans peuvent constater combien l'armement mamelouk est dépassé lors des démonstrations des prouesses des cavaliers. Qânsûh Al-Ghûrî fait cependant fabriquer quelques canons et organise des compagnies de fantassins armés d’arquebuse. Ces arquebusiers reçoivent une demi-solde et sont souvent des esclaves noirs, l’élite militaire mamelouke reste la cavalerie.
Les Mamelouks et la république de Venise voient leurs intérêts commerciaux concurrencés par les Portugais qui ont inauguré, avec Vasco de Gama, la route maritime contournant l’Afrique pour le commerce du poivre. Les Mamelouks demandent aux Vénitiens de les aider à construire une flotte capable de combattre contre les navires portugais. En 1506, une flotte de cinquante navires est prête à Djeddah mais ils sont dépourvus de canons. Un premier combat naval a lieu en 1507 et se solde par une défaite pour la flotte portugaise. En février 1509, les Portugais prennent leur revanche malgré le soutien de Venise qui a fourni galères et canons.
Le sultan ottoman Bayézid II est contraint d'abdiquer par son fils Sélim le 24 avril 1512. Selim reçoit le surnom de « terrible » (yavuz) à cause de sa dureté. L’Anatolie occidentale est unifiée sous la domination ottomane, l’époque des beylicats est en passe d’être révolue. La troisième grande puissance régionale est constituée par la Perse des Séfévides. Les Mamelouks qui se considèrent comme protecteurs de l’orthodoxie musulmane considèrent ces Persans chiites comme des hérétiques hostiles et cherchent à exercer un blocus économique à leur encontre.
La guerre commence entre les Ottomans et les Perses dans l’est de l’Anatolie. La bataille de Tchaldiran, le 23 août 1514 se solde par une victoire décisive de l’Empire ottoman sur les Séfévides. Le chah Ismaïl Ier est blessé et manque d’être capturé. Cette bataille marque la victoire de la technologie ottomane, ceux-ci disposant, outre la cavalerie et les janissaires, d'une artillerie. Ismaïl Ier envoie une ambassade au Caire aux Dulkadirides et au roi de Géorgie pour organiser l’opposition aux Ottomans. Sélim réagit aussitôt à la création de cette ligue en attaquant les Dulkadirides. Le 12 juin 1515, Sélim Ier remporte une victoire sur le bey Alaüddevle Bozkurt à la bataille du Mont Turna (Turna Dağ, près d’Elbistan). Cette principauté était un État vassal des Mamelouks et formait un tampon avec l’empire ottoman. Qânsûh Al-Ghûrî demande à Selim de se retirer des forteresses conquises en territoire dulkadiride. Selim refuse avec dédain. La principauté sera complètement annexée à l’empire un peu plus tard en 1522.
Qânsûh Al-Ghûrî se résout à préparer la guerre contre Sélim Ier. Les préparatifs sont longs parce que l’argent manque. Le 17 mai 1516 Qânsûh Al-Ghûrî quitte Le Caire en grande pompe à la tête de son armée accompagné de l’émir de La Mecque et du calife Al-Mutawakkil III. En juin il arrive à Alep. Il reçoit alors une ambassade de Selim qui l’accuse d’alliance avec les Perses en l’empêchant de traverser l’Anatolie orientale. Qânsûh Al-Ghûrî répond en demandant à Sélim Ier de s’abstenir de toute hostilité envers les Perses. Selim considère que cette réponse n’est pas acceptable alors que les Mamelouks développent une opération hostile aux Ottomans. Qânsûh Al-Ghûrî envoie une dernière ambassade. Sélim Ier, en colère, menace de décapiter l’envoyé des Mamelouks, il se contente de le renvoyer dans une tenue humiliante : rasé, coiffé d’un bonnet de nuit et monté sur un âne.
La bataille a lieu à Marj Dabiq au nord d’Alep le 25 août 1516.
Les Mamelouks sont rapidement défaits par l’armée ottomane beaucoup plus moderne, disposant notamment d'une puissante artillerie qui avait fait ses preuves à Tchaldiran. Qânsûh Al-Ghûrî meurt peu après la bataille d’une attaque d’apoplexie, à moins qu’il ne se soit empoisonné. Le 29 août, les Ottomans pénètrent dans la citadelle d'Alep abandonnée par son gouverneur mamelouk. Sélim Ier s'empare du trésor que Qânsûh al-Ghûrî y avait laissé. Selim reçoit la soumission du calife Al-Mutawakkil III qui est traité respectueusement. Le système de communications étant devenu très lent, Le Caire reste quarante jours sans savoir que le sultan est mort.
De retour au Caire, les survivants font un tableau terrifiant de la bataille. Les émirs se réunissent pour désigner un nouveau sultan. Tuman Bay qui exerçait les fonctions de régent en l’absence du sultan, est désigné à l’unanimité (11 octobre 1516). Il prête serment devant Al-Mustamsik, père d’Al-Mutawakkil auquel il avait remis les fonctions de calife en 1508.

## Héritage

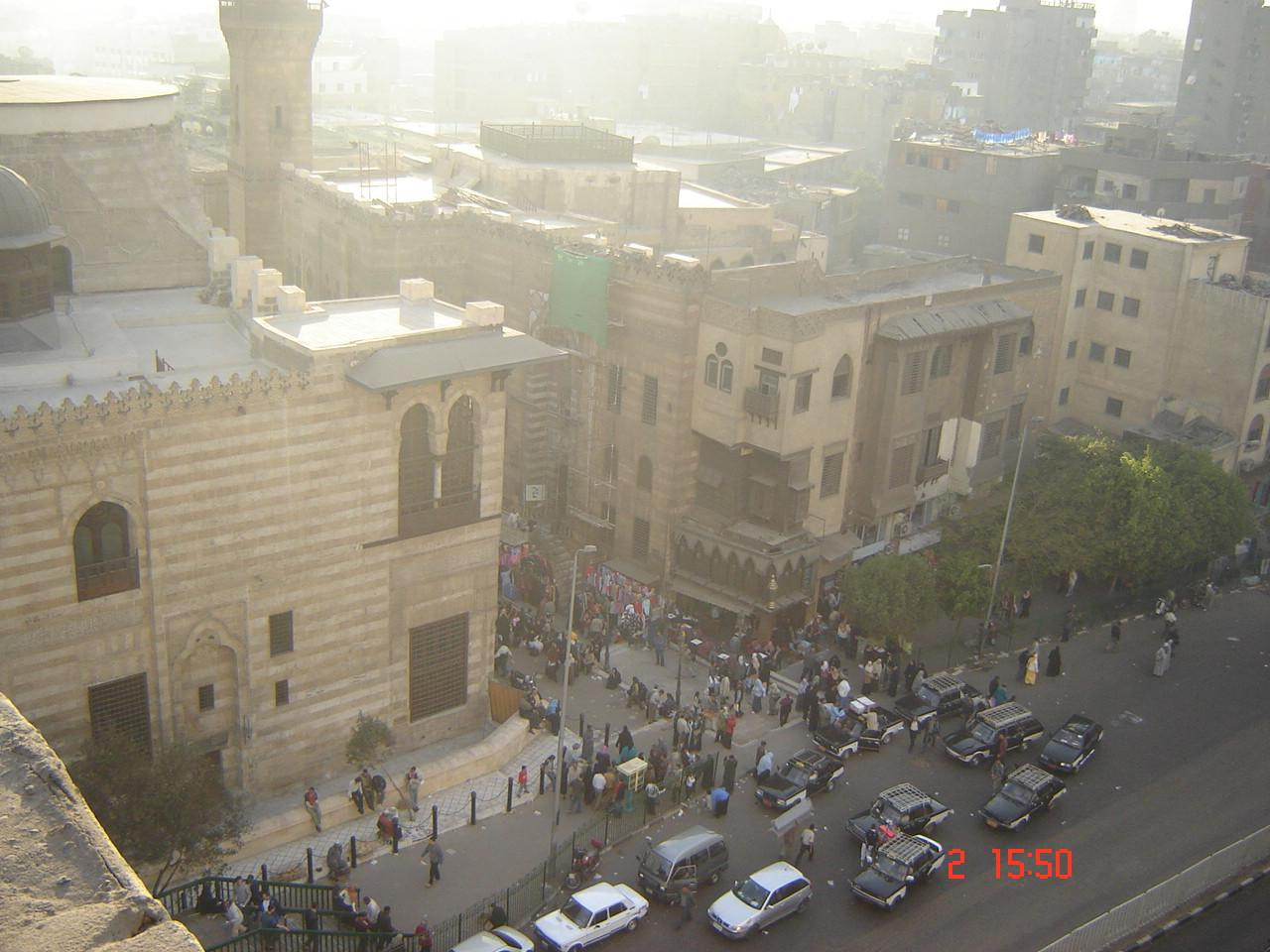
La mosquée Al-Ghouri au Caire

Le complexe Wékalet Al-Ghouri, qui se trouve au Caire fatimide, n'est pas la seule construction qu'il édifia ; c'est à lui qu'on attribue la construction du fameux souk Khân al-Khalili, qui représente toujours le meilleur exemple de marché traditionnel égyptien. Sa wékala, elle, se trouve à l'intersection de la rue d'Al-Azhar et du quartier d'Al-Ghouriya, à quelques pas de la rue Al-Ghouriya. Deux orgueilleux monuments mamelouks s'élèvent de chaque côté de la rue. Ils concernent le sultan Qânsûh Al-Ghûrî. À droite, se situe la mosquée-madrassa qui fut construite en 1503. La particularité de la madrassa réside dans son minaret, rouge et blanc, qui s'élève à 65 m. À gauche, le mausolée et la fontaine (sabil) du même sultan, qui datent de 1504, font face à la madrassa de l'autre côté de la rue. L'intérieur reflète encore bien la splendeur de jadis.
On entre à la wékala (le caravansérail) du sultan par un énorme portail unique surmonté d'une demi-coupole et l'on se trouve ensuite devant un magnifique bâtiment aux murs en pierres finement sculptées.
En fait, c'est l'un des plus beaux établissements de ce genre au Caire ayant résisté à toutes les dévastations. Autrefois, c'était dans cette wékala que s'effectuait au Caire le commerce de gros. Elle servait d'autre part d'entrepôt pour les marchandises et les produits avant leur distribution dans les boutiques ou leur exportation vers l'étranger ou le reste du pays. Au rez-de-chaussée se trouvaient des magasins voûtés, qui étaient utilisés comme boutiques ou ateliers. En effet, la plupart des wékalas du Caire étaient spécialisées dans la vente d'une sorte particulière de marchandise, selon l'activité principale du marché où était située la wékala : vente du café à la wékala d'Abbass Agha, vente des épices à celle de Zoulfoqar, etc. Les escaliers conduisaient à trois étages, là se trouvaient les chambres où logeaient les commerçants. C'est que, outre le rôle d'entrepôts, les caravansérails servaient de logement aux marchands étrangers ou égyptiens résidant au Caire, et en général aux gens de passage, pèlerins et voyageurs esseulés.